# 李巨
李 巨（り きょ、? - 761年）は、唐の皇族。嗣虢王。

## 経歴
嗣虢王李邕（定襄郡公李宏の子）の次男として生まれた。高祖李淵の十五男の虢王李鳳の曽孫にあたる。剛健先鋭で果断であり、経書や史書を広く渉猟し、文章を作るのを好んだ。開元年間、嗣虢王となった。天宝5載（746年）、西河郡太守として出向した。柳勣の事件に連座して、義陽郡司馬に左遷された。天宝6載（747年）、御史中丞の楊慎矜が李林甫や王鉷に陥れられて罪を得て、その仲間の史敬忠も処断された。李巨は史敬忠と知己だったため、連座して官を解任され、南賓郡に安置された。のちに夷陵郡太守として起用された。
安禄山が洛陽を陥落させると、玄宗は将帥を選抜させようとした。張垍は李巨が騎射を得意とし、謀略に長けていると言上した。玄宗は李巨を長安に召し出した。楊国忠は李巨を嫌って謁見を阻止させようとした。玄宗は宦官の劉奉庭を派遣して楊国忠と李巨を語り合わせた。ほどなく李巨は陳留郡太守・譙郡太守・兼御史大夫・河南節度使をつとめた。まもなく李巨は嶺南節度使の何履光と黔中節度使の趙国珍と南陽節度使の魯炅の三節度使を統率する立場になった。魯炅を果毅に降格させて、来瑱に代わらせようという人事が示されると、李巨は魯炅を弁護した。李巨は何履光や趙国珍とともに南陽に赴き、救援しようとした。
至徳2載（757年）、李巨は太子少傅となった。10月、唐軍が長安と洛陽を奪回すると、李巨は留守をつとめ、御史大夫を兼ねた。至徳3載（758年）4月、太子少師を加えられ、河南尹を兼ね、東都留守・判尚書省事・東畿採訪等使をつとめた。城市や橋梁を出入りする車や牛などに税をかけて、国用に供する名目で懐に入れたため、士人や庶民に恨まれた。のちに張皇后の従妹にあたる妃張氏と対立した。乾元2年（759年）、宗正寺卿の李遵に収賄の罪を暴かれ、遂州刺史に左遷された。上元2年（761年）、剣南東川節度兵馬使・梓州刺史の段子璋が反乱を起こし、綿州の李奐を襲撃する途中に遂州に立ち寄ると、李巨はあわてふためいて郡礼で段子璋を迎え、段子璋に殺害された。
子の李則之は宗室として官を歴任した。学問を好み、50歳を過ぎて太学を訪れて聴講した。貞元2年（786年）、睦王府長史から左金吾衛大将軍となった。従甥の竇申と仲が良かったことから昭州司馬に左遷された。

## 伝記資料
- 『旧唐書』巻112 列伝第62
- 『新唐書』巻79 列伝第4